# Компот (насеље)
Компот (фр. Compôte) насеље је и општина у источној Француској у региону Рона-Алпи, у департману Савоја која припада префектури Шамбери.
По подацима из 2011. године у општини је живело 228 становника, а густина насељености је износила 30,12 становника/km². Општина се простире на површини од 7,57 km². Налази се на средњој надморској висини од 715 метара (максималној 1.954 m, а минималној 662 m).

## Демографија
| 1962. | 1968. | 1975. | 1982. | 1990. | 1999. | 2011. |
| ----- | ----- | ----- | ----- | ----- | ----- | ----- |
| 267   | 327   | 259   | 241   | 249   | 217   | 228   |

График промене броја становника у току последњих година